# Edward Oldcorne

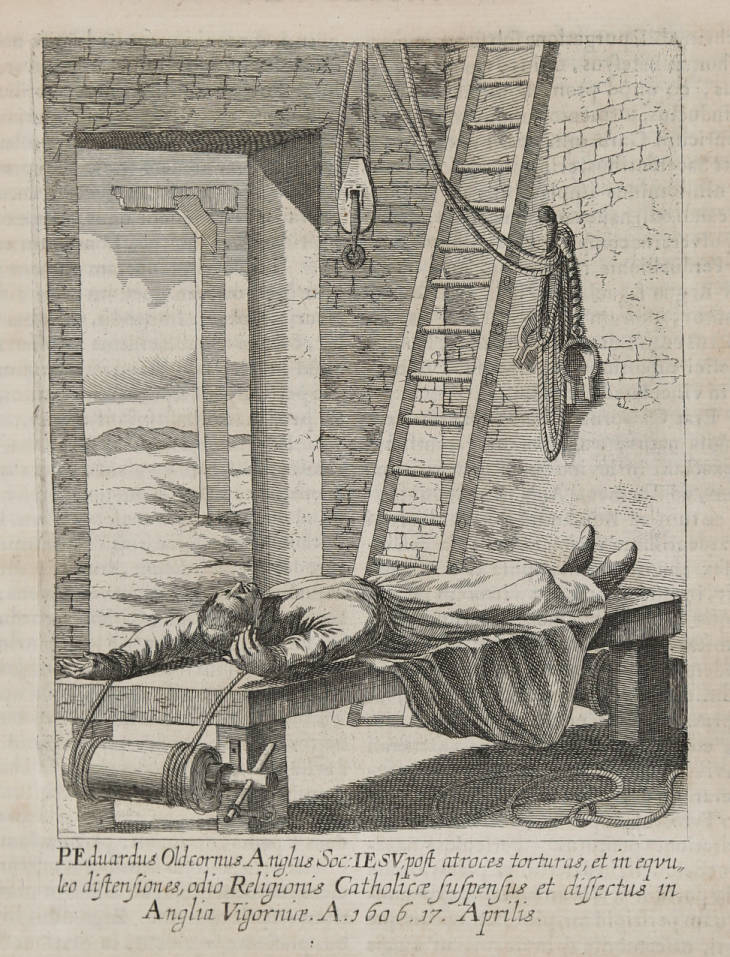
Eduardo Oldcorne, grabado de Melchior Küsel. Mathias Tanner: Societas Jesu usque ad sanguinis et vitae profusionem militans... Vita, et mors eorum, qui ex Societate Jesu in causa fide, Praga, 1675.

Edward Oldcorne (1561-7 de abril de 1606) fue un sacerdote jesuita inglés. Hijo de padre protestante y de madre católica, estudió en el colegio inglés de Reims y luego en Roma, donde una vez ordenado "in sacris" ingresó en la Compañía de Jesús. 
De regreso en Inglaterra fue detenido, junto con el célebre jesuita Henry Garnet, encerrado en la Torre de Londres y ejecutado el 7 de abril únicamente por ser sacerdote católico, pues no se halló ninguna prueba de que estuviese relacionado con el célebre complot de la Pólvora, que pretendía destruir el Parlamento de Inglaterra y matar al rey Jaime I, en sospecha de lo cual se le había detenido. Es un mártir católico, y fue beatificado en 1929. Su conmemoración es el 7 de abril.

## Primeros años
Oldcorne Nació en York en 1561, hijo de John Oldcorne, de profesión albañil, y su mujer Mary. Su padre era un protestante , y su madre católica, quién había pasado algún tiempo en prisión debido a su fe. Fue educado en la St escuela de Peter en York; sus amigos escolares eran John y Christopher Wright y Guy Fawkes.
Oldcorne ejerció como doctor, pero más tarde decidió introducirse al sacerdocio. Fue a la Universidad inglesa en Reims, después a Roma donde después de su ordenación en 1587, se convirtió en Jesuita en 1588.

## En la misión inglesa
Más tarde en 1588 Oldcorne regresó a Inglaterra, en la compañía de John Gerard. Un año después en 1589 fue con Henry Garnet al Del oeste Midlands, visitando Coughton, Warwickshire y resolviendo en Baddeley Clinton. Entonces trabajó principalmente en Worcestershire durante 17 años. Oswald Tesimond Le asistió después 1596; Thomas Lister, otro jesuita, también apoyó a Oldcorne en la misión para fundar los requisitos del covert la vida difícil.
Oldcorne a veces se hospedaba con Thomas Abington, cuya casa en Hindlip la sala era cercana Baddeley Clinton. Allí convierte a Dorothy, la hermana de Thomas. La casa era entonces estuvo adaptado por Nicholas Owen para ayudar encubrir sacerdotes católicos.

## 1601-1605
El 3 de noviembre de 1601, Oldcorne peregrinó a St Winefride es Bien en Holywell, Gales del norte, para obtener una cura para su cáncer de la garganta. El cáncer mejoró más adelante y en 1605 aproximadamente treinta personas 
Regresaron con él para dar gracias por su recuperación. Entre este grupo figuraban los sacerdotes Oswald Tesimond, Ralph Ashley, y Henry Garnet, así como Nicholas Owen y John Gerard.

## Consecuencias de la conspiración
Cuando la conspiración de la pólvora quedó descubierta, Oldcorne estaba en Hindlip Sala, su base para catorce años. En diciembre,  esté unido allí por Nicholas Owen, Henry Garnet y Ralph Ashley quién escondía porque eran bajo sospecha de implicación. Hindlip
Estuvo buscado en el enero pero el cuatro no fueron descubiertos: 
Garnet y Oldcorne era en uno escondiendo sitio whilst los dos ponen los 
hermanos eran en otro. Sus condiciones eran pobres, y pasados ocho días se rindieron. Oldcorne fue arrestado con Garnet por Señor Henry Bromley y aguantó brevemente en el castillo en Holt en Worcestershire antes de ser tomado a la Torre de Londres. Se ha dicho que Bromley habría abandonado su búsqueda mucho más temprano, pero tenía información de Humphrey Littleton que Oldcorne y posiblemente Garnet se escondían allí.
- Datos: Q5344685
- Multimedia: Edward Oldcorne / Q5344685